# Кварц 2×8С-3
Кварц 2×8С-3 — узкоплёночный любительский киносъёмочный аппарат для киноплёнки 2×8 Супер, выпускавшийся Красногорским механическим заводом с 1971 по 1983 год. Выпускался экспортный вариант «Кварц-DS8-3».
Кинокамера «Кварц-2×8С-3» разработана на основе «Кварц-5» (киноплёнка 2×8), выпущено 211 374 экз.
Красногорский механический завод ранее выпускал для киноплёнки 2×8 Супер кинокамеры «Кварц 2×8С-1», «Кварц 2×8С-1М» (1967—1977 гг., 123 402 экз), разработанные на основе первых «Кварцев».

## Технические характеристики
- «Кварц 2×8С-3» заряжался стандартными бобинами по 7,5 м (использовались и для плёнки 2×8). После съёмки на одну половину плёнки бобины менялись местами, происходила съёмка на другую половину. При этом засвечивалось только несколько наружных витков. Повторную съёмку предотвращала конструкция бобин. После лабораторной обработки киноплёнка общей шириной 16 мм (2×8 мм) разрезалась продольно и монтировался фильм. Счётчик отснятой киноплёнки обнулялся кинолюбителем при смене бобин. Привод лентопротяжного тракта пружинный, частота киносъёмки 12, 18, 24 и 36 кадров/сек, покадровая съёмка при помощи спускового тросика, вворачиваемого в спусковую кнопку.
  - Киноплёнка 2×8 Супер отличалась от киноплёнки 2×8 изменённой перфорацией, что позволило увеличить размер кадра с 4,4 × 3,25 мм до 5,69 × 4,22 мм.
- Объектив с переменным фокусным расстоянием «Метеор-8М», максимальное значение диафрагмы f/1,8, фокусное расстояние 9-38 мм. Шкала глубины резкости на  оправе объектива отсутствовала.
- Видоискатель сквозной с полупрозрачным зеркалом. Визирование и наведение на резкость по фокусировочному экрану с микрорастром. Диоптрийная коррекция под зрение кинолюбителя.
- Диафрагма устанавливалась вручную или полуавтоматически с помощью селенового фотоэлемента, размещённого на передней панели камеры. В поле зрения видоискателя видна стрелка гальванометра, для правильной экспозиции необходимо было совместить её с символом на фокусировочном экране. При повороте рукоятки, находящейся на оправе фотоэлемента происходило его диафрагмирование и, одновременно, происходило диафрагмирование съёмочного объектива. В химических источниках тока «Кварц-2×8С-3» не нуждался. Ввод светочувствительности киноплёнки от 11 до 180 ед. ГОСТ, согласованно с частотой киносъёмки.
- Аппарат прикреплялся к пистолетной рукоятке или к штативу, резьба штативного гнезда 1/4 дюйма.
- «Кварц-2×8С-3» комплектовался светофильтрами и насадочной линзой для макросъёмки.
- У «Кварца-2×8С-3» можно было отключать грейферный механизм и спускать пружину, например, при длительном перерыве между съёмками.
- У «Кварца-2×8С-3» можно было производить обратную перемотку плёнки, что необходимо для создания спецэффектов (съёмка «наплывом»).
- Функция «самосъёмки».

- Передняя панель, объектив и фотоэлемент
- Крышка отсека киноплёнки с замком, вверху — гнездо для рукоятки обратной перемотки

## Положение на рынке
«Кварц-2×8С-3» — последняя любительская кинокамера СССР, предназначенная для киноплёнки 2×8 Супер (производство кинокамер для плёнки 2×8 прекращено ещё в 1970-е годы). Советским кинолюбителям оставалось пользоваться кинокамерами, предназначенными для плёнки Супер-8 в кассетах: «Кварц-1×8С-2» (КМЗ) и «Аврора-215», «Аврора-217», «Аврора-219» (ЛОМО). В малом количестве выпускались дорогостоящие «Кварц-8XL» (КМЗ) и «ЛОМО-200», «ЛОМО-220», «Аврора-224», «Аврора-226».